# Nécropole de Castel d'Asso
 (juin 2021).
La nécropole de Castel d'Asso  est un site archéologique du Latium  qui rassemble des tombes étrusques de l'Aree di necropoli, datant probablement des IVe et IIe siècles av. J.-C., située près de la frazione Castel d'Asso, à 6,5 km environ au sud-ouest de Viterbe.

## Histoire
Les tombes creusées dans le tuf datent pour la plupart, de la fin de la période classique et de la période hellénistique.
La nécropole a été découverte en 1817 ; il s'agit de la première nécropole rupestre étrusque qui a été découverte.
Elle se situe tout au long de ravins dominant la vallée du torrent Freddano. Les tombes sont creusées dans le tuf volcanique superposées sur deux ou trois niveaux.
La période la plus active de la nécropole se situe entre le IVe et le IIe siècle av. J.-C.

## Les tombes

### Formes générales
La forme dominante des tombes est  a dado (en « cube ») avec des façades simples ou à modèles plus complexes constitués par trois éléments superposés : la façade, la pièce de sous-façade et la chambre funéraire proprement dite.
Toutes les façades se caractérisent par un séquencement des classiques portes d'entrée mais surtout par les fausses portes, les portes menant à l'au-delà mises en évidence par un épaisse frise en relief qui se répète aussi dans la pièce en sous-face.
Souvent des inscriptions étrusques profondément sculptées indiquent le nom de la tombe ainsi que ceux des propriétaires.
Les hypogées sépulcrales sont modestes et de nombreuses fosses accueillant les défunts.
Sont présentes  aussi des tombes à sarcophages.
Toutes les tombes témoignent de leur réutilisation pendant les siècles successifs par les paysans ou pâtres qui fréquentaient la région.
En face de la nécropole on peut voir sur les hauteurs le centre habité marqué par trois vallées successives avec au sommet le donjon carré des fortifications médiévales.
George Dennis, séduit par le site, compara les tombes de Castel D'asso aux pyramides égyptiennes.

### Principales tombes

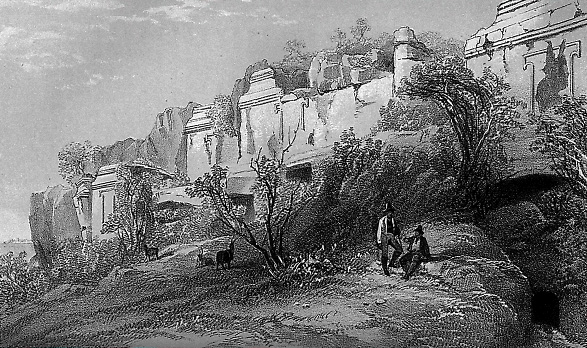
Vallée des tombeaux (George Dennis).
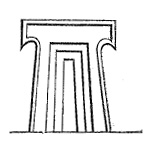
Fausse porte (dessin).
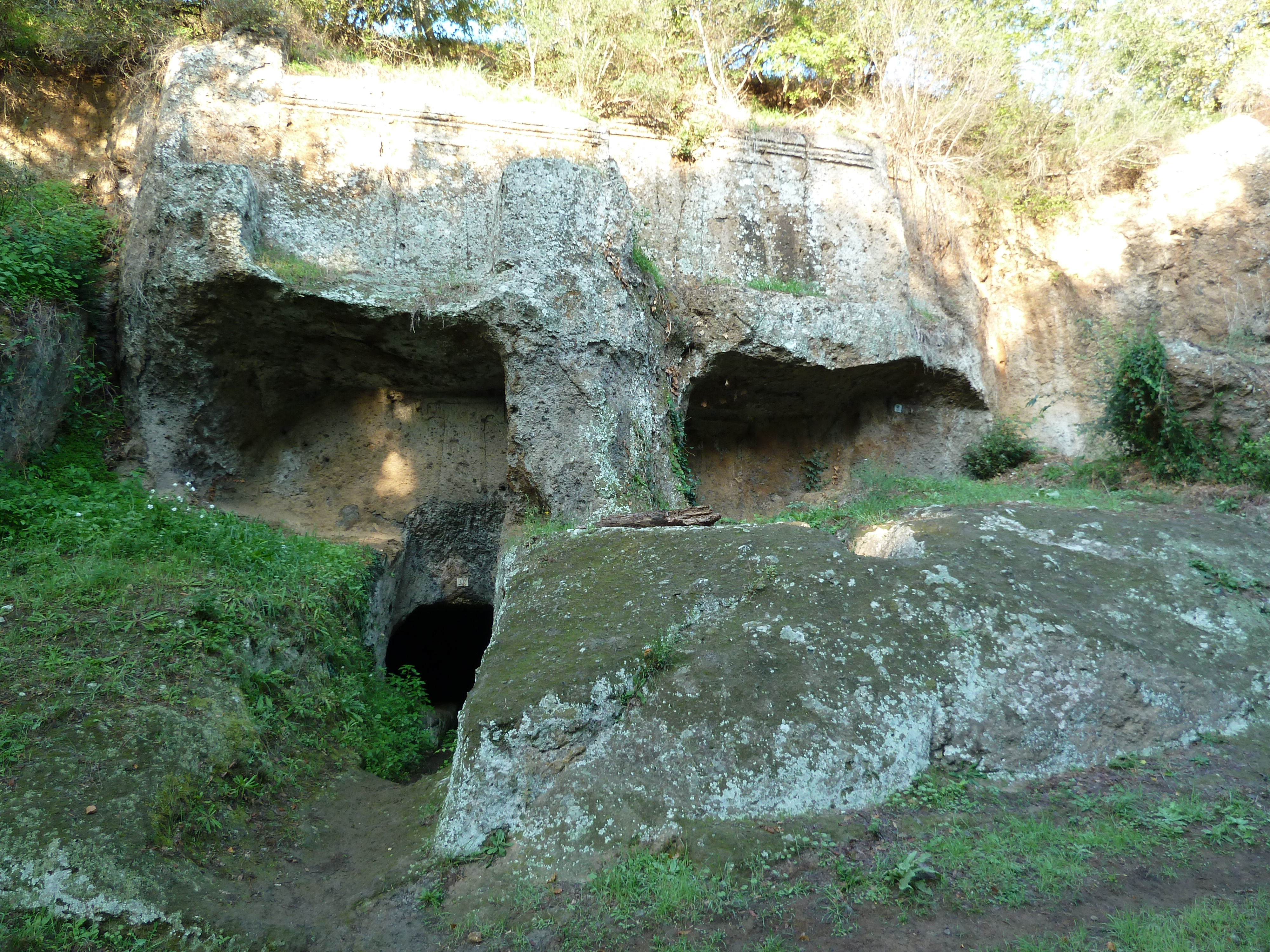
Tombe Orioli : Extérieur.
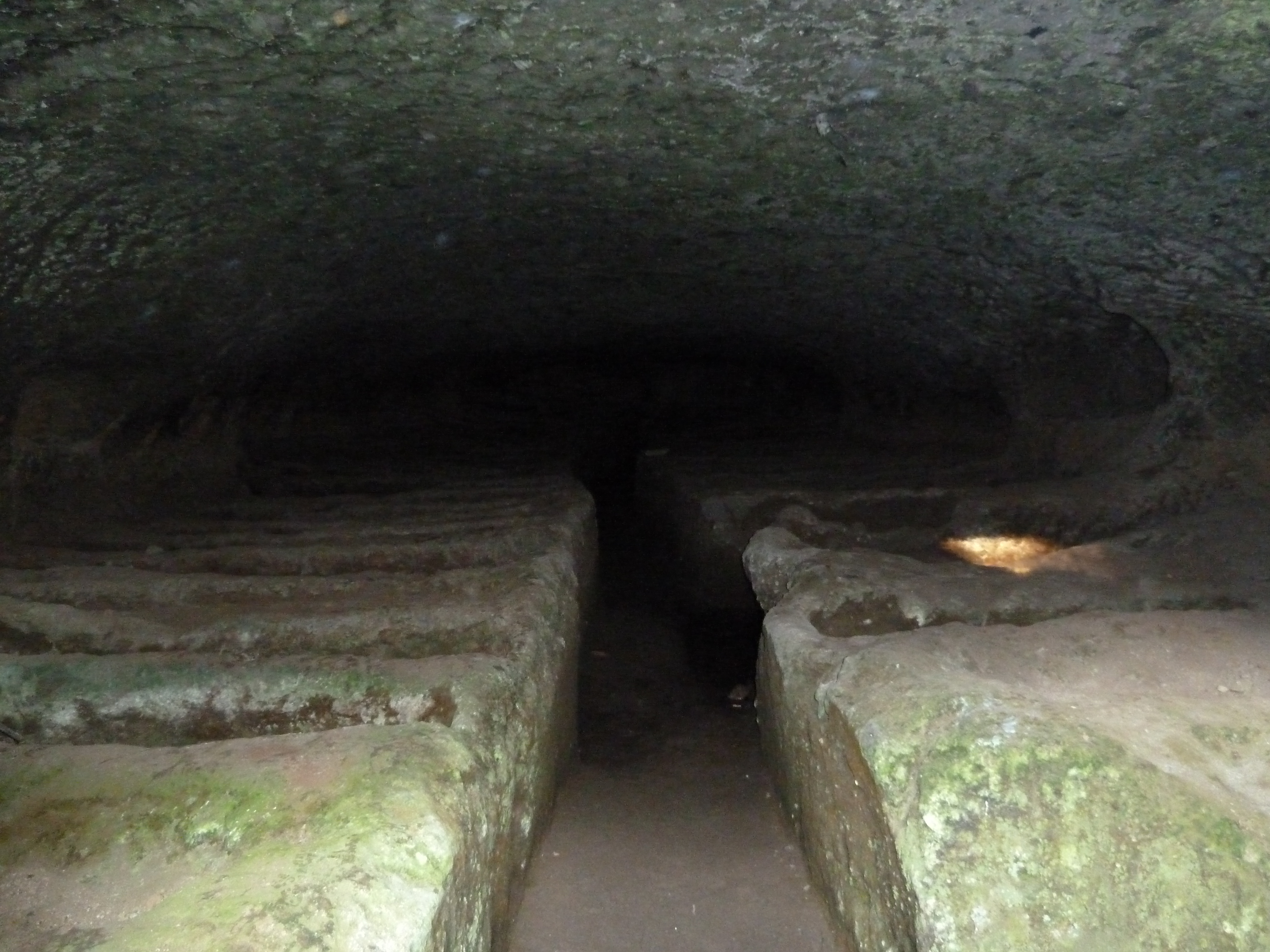
Tombe Orioli : Intérieur.
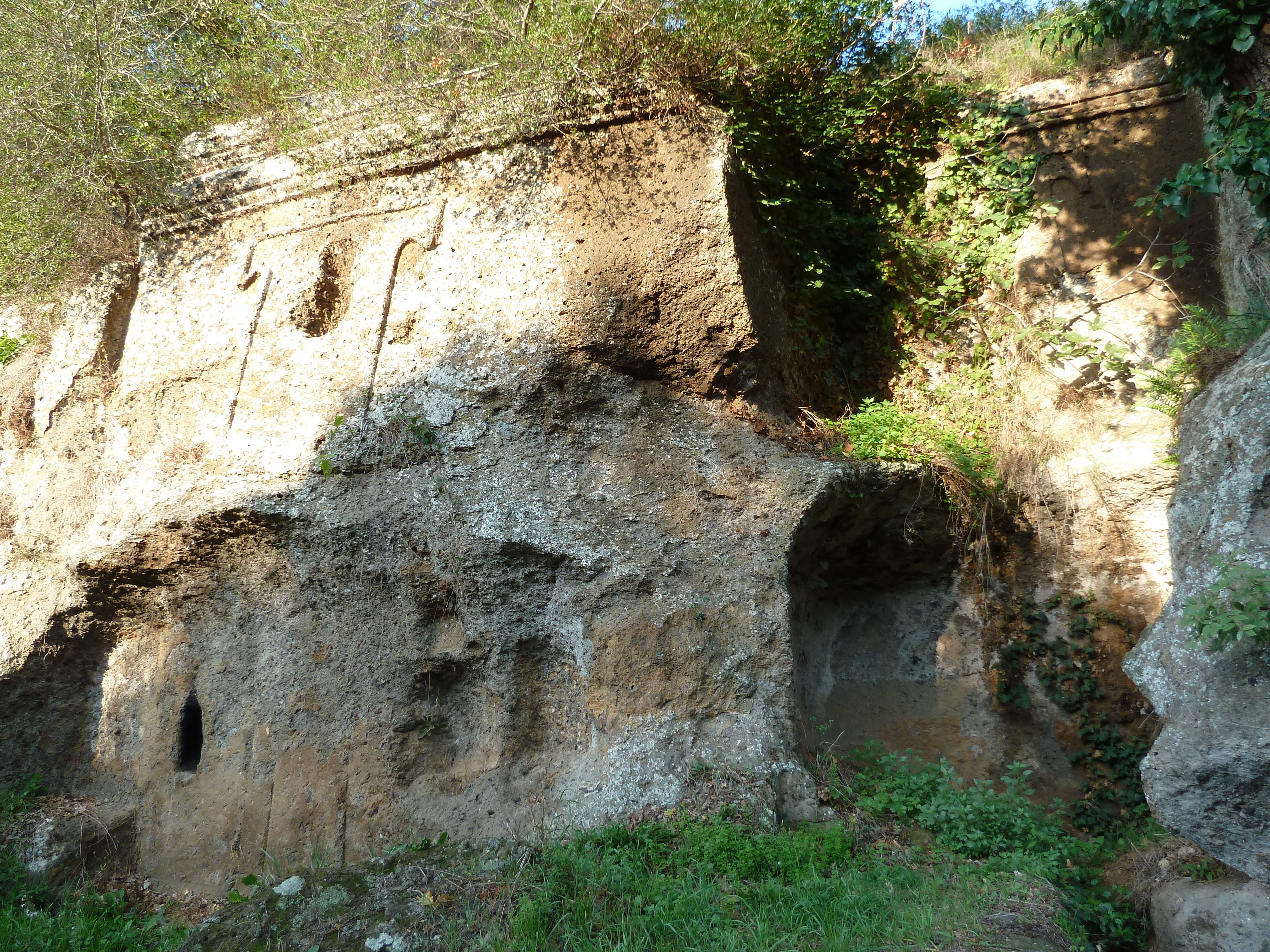
Tomba grande.

- La tombe Orioli, qui prend son nom de l'archéologue qui le premier découvrit le site. La chambre funéraire contenait soixante individus et a servi pendant plusieurs générations de 250 av. J.-C. à 150 av. J.-C.
- La Tombe des Tetnie conserve encore les inscriptions et les restes des échelles latérales qui mènent à la face supérieure du dé.
- La tombe des Urinates Salvies.
- La Tomba Grande avec sa façade, sa pièce inférieure avec trois ouvertures et son profond couloir d'accès à la vaste chambre sepulcrale. Quatorze sarcophages sur les quarante présents à l'origine sont encore présents (avec ou sans couvercle).